# Rodrigo Amarante
Rodrigo Amarante de Castro Neves (Río de Janeiro, 6 de septiembre de 1976) es un célebre músico brasileño cantante y compositor, multinstrumentista y arreglista ocasional. Es parte de las bandas de Los Hermanos, Orquestra Imperial y Little Joy y lanzó su primer disco en solitario "Cavalo" en Brasil a finales de 2013 y en el resto del mundo 2014. Además, pone voz a la intro de Narcos, la exitosa serie de Netflix.

## En Los Hermanos
Estudió Periodismo en la PUC-Rio, donde conoció a Marcelo Camelo y Rodrigo Barba. Después de algunos ensayos con Los Hermanos, fue invitado a unirse a la banda.
En su álbum de debut, Los Hermanos (1999), Amarante contribuyó muy poco, tocando la flauta travesera y haciendo los coros. Y solo hay dos canciones escritas por él: "Quem Sabe" (quién sabe), que resultó ser uno de los sencillos del CD, y "Onze Dias" (once días).

### Segundo álbum
En segundo álbum de la banda, Bloco do Eu Sozinho (2001), Amarante fue capaz de demostrar su calidad musical real, tocando la guitarra junto con Marcelo, y escribiendo más canciones. Grabó "Sentimental" (considerado por Dado Villa-Lobos de Legião Urbana como la mejor canción de 2001), "Retrato pra Iaiá" (Retrato de IAIA), y "Cher Antoine" (cantado en francés). También escribió la parte instrumental de la canción "Mais Uma Canção" (una canción más) con Marcelo. Y, junto con Marcelo, que escribió "Una Flor" (La Flor), uno de los éxitos del álbum.

### Tercer álbum
En su tercer álbum, Ventura (2003), llegó su reconocimiento nacional como un gran compositor, escribiendo canciones de indudable calidad, como "Último Romance" (Last Romance), "O velho eo moço" (El viejo y el joven) "Um par" (Un par), "Do Sétimo Andar" (desde el séptimo piso), y "Deixa o Verão" (Deje el verano).
Su papel como acompañante en la banda terminó. Llegó a ser reconocido como uno de los líderes de la banda, que hasta entonces, se atribuyen únicamente a Marcelo Camelo.

### Cuarto álbum
En su cuarto álbum, 4 (2005), las canciones escritas por Rodrigo Amarante son casi tantas como las escritas por Marcelo. Y en "4", un álbum que no tuvo tanto éxito como los anteriores, sus canciones son mucho más distinguido, como "O Vento" (El viento) - el único hit en este álbum - y "Condicional". También escribió "Primeiro Andar" (Primera Caminata), "Os Pássaros" (The Birds) y "Paquetá" (Paquetá es una pequeña isla en Río de Janeiro).
En 2006, ganó el premio de "Mejor Instrumentista" en el Prêmio Multishow (Premios Multishow).

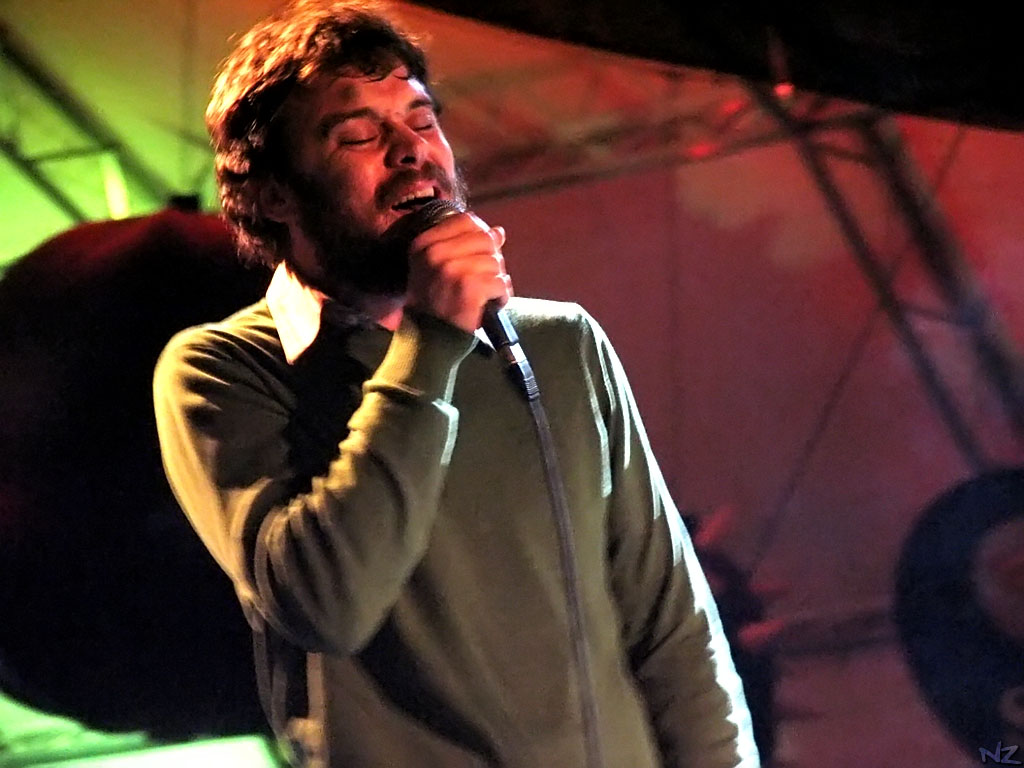
Amarante en 2007

After the hiatus in Los Hermanos (in 2007), he dedicates himself to Orquestra Imperial (a band in which he plays with Moreno Veloso (Caetano Veloso's son), Nina Becker, and the actress Thalma de Freitas) and went to California to record "Smokey Rolls Down Thunder Canyon" with Devendra Banhart where he started writing songs with Fabrizio Moretti and Binki Shapiro, trio that would soon become Little Joy.
En el álbum "Radio Alegria" (publicado en noviembre de 2007), de la banda Portuguesa "Os Azeitonas", hay una canción de Rodrigo Amaranto llamada "Ola Rubi" (Hola Rubí). (Musíca de Amarante y letras de Os Azeitonas)

## En Little Joy
En 2007, Rodrigo Amarante junto a Fabrizio Moretti y Binki Shapiro forman el trío Little Joy, un supergrupo de rock brasileña / americana. Cantante / guitarrista Amarante de Los Hermanos unió fuerzas con la música, cantante y compositora Binki Shapiro y con The Strokes  el baterista Fabrizio Moretti. Amarante y Moretti se conocieron en el 2006, en un festival en Lisboa, donde sus dos bandas estaban tocando, con la idea de iniciar un nuevo proyecto musical sin relación con sus respectivas bandas. Little Joy firmó con el sello Rough Trade Records.

## Solo
En 2014, Rodrigo Amarante lanzó su primer álbum en solitario, "Cavalo", una de las primeras versiones de la etiqueta fácil Sounds Recording Company. El álbum recibió fuertes críticas críticos, y contó como uno de NPR Music "50 canciones favoritas de 2014 hasta ahora".
Interpreta el tema introductorio "Tuyo" de la serie Narcos de Netflix.